# Neum
Neum (phát âm tiếng Serbia-Croatia: [nɛ̌um], Cyrillic: Неум) là thị trấn duy nhất nằm dọc theo bờ biển của Bosnia và Herzegovina, làm cho nó trở thành địa phương duy nhất của quốc gia này tiếp giáp biển Adriatic. Năm 2009 dân số khu tự quản (općina) là 4.605 và năm 1991 dân số thị trấn Neum (naselje) là 4.268.

## Đặc điểm
Neum có những ngọn đồi dốc, những bãi biển đầy cát và một số khách sạn du lịch lớn. Giá có xu hướng thấp hơn ở Croatia lân cận, làm cho nó phổ biến với người mua sắm. Du lịch, và thương mại mang lại, là đóng góp hàng đầu cho nền kinh tế của khu vực. Các thủ tục biên giới với Croatia được thư giãn vào những giờ cao điểm.
Neum có các cơ sở lưu trú với khoảng 5.000 giường cho khách du lịch, 1.810 khách sạn với sức chứa còn lại trong nhà nghỉ, biệt thự và nhà ở riêng. Du lịch ở Neum chỉ hoạt động ở khu vực ven biển. Khu vực nội địa phía sau Neum có lịch sử khảo cổ phong phú và hoang sơ hoang sơ và đang bắt đầu phát triển du lịch nông nghiệp.

## Địa lý

### Tổng quan
Neum cách Dubrovnik 60 km (37 dặm) (cách sân bay Dubrovnik 80 km hoặc 50 dặm), Mostar và Međugorje 70 km (43 dặm) và Ploče và Metković 30 km (19 dặm), cả hai đều có ga đường sắt.
Vùng Neum cắt Croatia thành hai phần không tiếp giáp. Đây là kết quả của Hiệp ước Karlowitz năm 1699.
Thực tế là biên giới của Bosnia và Herzegovina phải được vượt hai lần để đạt đến cực nam của Croatia đã khiến Chính phủ Croatia lập kế hoạch một cây cầu từ Klek đến Pelješac để phá vỡ khu vực. Vì điều này có khả năng vi phạm quyền Bosnia-Herzegovinian theo Luật biển quốc tế nên những kế hoạch này đã bị giữ cho đến khi đạt được một giải pháp thỏa đáng.
Neum dự kiến sẽ là một cảng vận chuyển. Có kế hoạch xây dựng một cảng biển, đường sắt và đường cao tốc thực tế và do đó cầu Croatia phải có độ rã cao theo quan điểm của Bosnia và Herzegovina. Cảng vận tải hàng hóa chính của Bosnia và Herzegovina hôm nay là Ploče (ở Croatia) phía bắc, có đường sắt đến Bosnia-Herzegovina.

## Phân khu
Đô thị này bao gồm thị trấn Neum (thành phố) và một số ngôi làng:
Babin Do, Borut, Brestica, Broćanac, Brštanica, Cerovica, Cerovo, Crnoglav, Dobri Do, Dobrovo, Donji Drijen, Donji Zelenikovac, Dubravica, Duži, Glumina, Gornje Hrasno, Gradac, Hotanj Hutovski, Hutovo, Kiševo, Moševići, Prapratnica, Previš, Rabrani, Vinine và Žukovica.

## Cửa khẩu

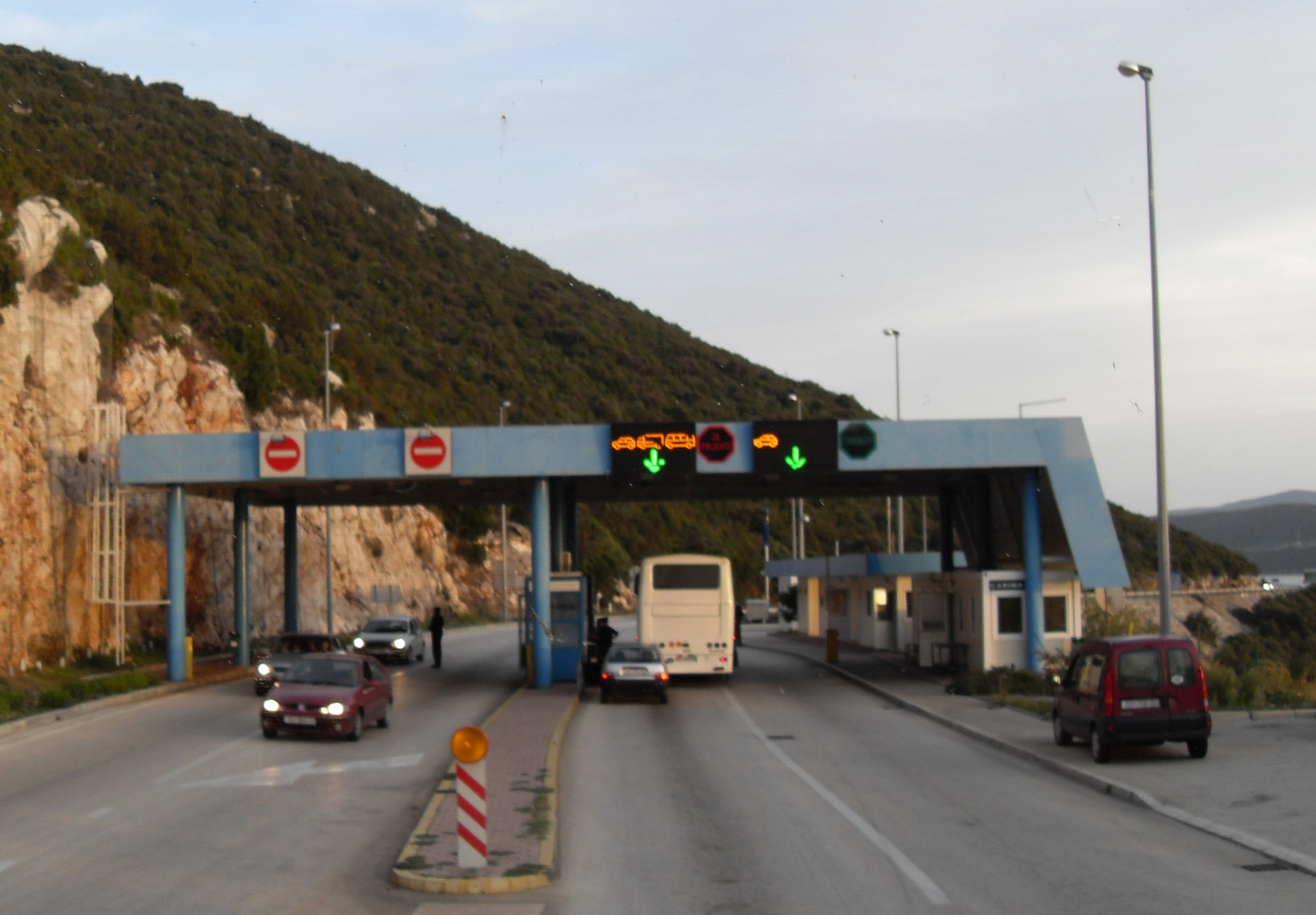
Cửa khẩu biên giới từ Croatia đến Bosnia và Herzegovina, phía bắc Neum

Neum có hai điểm kiểm soát qua biên giới với Croatia trên tuyến châu Âu E65 hoặc Quốc lộ Adriatic kết nối hai phần bờ biển Dalmatian của Croatia. Neum 1 nằm ở phía tây bắc của thành phố, với trạm kiểm soát biên giới Klek ở phía Croatia. Neum 2 nằm ở phía đông nam, có trạm kiểm soát biên giới Croatia ở Zaton Doli.

## Lịch sử
Hành lang Neum trở lại Hiệp ước Sremski Karlovci năm 1699, theo đó [Cộng hòa Ragusa] bị tách khỏi Dalmatia tài sản của đối thủ Venice Bằng hai đệm đệm đã được Venice nhượng cho đế chế Ottoman Empire ở phía bắc lãnh thổ Neum và vịnh Klek và phía nam của lãnh thổ Sutorina với cảng Herceg-Novi trên Vịnh Kotor, bây giờ là một phần của Montenegro kể từ năm 1947.
Vùng Karlovci được khẳng định lại vào năm 1718 bởi Hiệp ước Poararevac, nhưng sau đó Ottoman, mệt mỏi với việc đàm phán vô ích với Venice vì mở rộng tiếp cận hàng hải của họ, chỉ đơn giản là chiếm đoạt từ Cộng hòa Ragusa lãnh thổ Của Gornji Klek và bán đảo Klek nhất mà nó đã mua từ vua  Stjepan] của Bosnia vào cuối thế kỷ 14. Sau sự sụp đổ của Cộng hòa Venetian năm 1797 và Hội nghị Vienna vào năm 1815, Đế quốc Áo, đã bao gồm cả hai thuộc địa Dalmatian của Venice và lãnh thổ của Dubrovnik, đã cố gắng mua lại Neum và Sutorina enclaves từ Ottoman, nhưng vô ích; Thay vào đó, nó đã đóng một tàu chiến để chặn đường vào cảng Neum cho đến khi Hiệp ước Berlin (1878) đã đưa cho Vienna toàn bộ Bosnia-Herzegovina năm 1878; Neum đã được dưới sự kiểm soát của Ottoman trong 179 năm.
Năm 1918, do hậu quả của sự thất bại của Viên, Neum gia nhập Vương quốc Serbia, Croatia và Slovenia, bắt đầu được gọi là "Nam Tư" vào năm 1929. Dưới Karađorđević, chính phủ Vương quốc Nam Tưbỏ qua các biên giới được thừa hưởng từ lịch sử hai lần: năm 1929, khi Vùng Neum được bao gồm trong Banovina Banito của Bờ biển, và vào năm 1939, khi theo sau tiếng Serbia-Croatian "Sporazum", nó đã được đưa vào Banovina của Croatia. Liên bang Cộng hòa Xã hội Chủ nghĩa Nam Tư được thành lập dựa trên nguyên tắc, được tuyên bố năm 1943 tại Jajce và tương đối được tôn trọng bởi "ủy ban Đilas" vào năm 1945, Của việc thiết lập các nước Cộng hòa Liên bang ở vùng biên giới của họ vào năm 1878, đó là lý do tại sao vương quốc Neum là một phần của Cộng hòa độc lập Bosnia và Herzegovina, bao gồm hầu hết bán đảo Klek (Ponta Kleka, Rep Kleka), hai đảo nhỏ Veliki và Mali Školj và tảng đá của Lopata ở Vịnh Klek.